# جيفان نيدونتشيزييان
جيفان نيدونتشيزييان مواليد 20 أكتوبر 1988 في تشيناي، هو لاعب كرة مضرب هندي سابق وكان يلعب باليد اليسرى. أعلى تصنيف له في الفردي كان المركز الـ 293 في سنة 2014. أعلى تصنيف له في الزوجي كان المركز الـ 285 في سنة 2014.

## روابط خارجية
- جيفان نيدونتشيزييان على موقع رابطة محترفي التنس (الإنجليزية)
- جيفان نيدونتشيزييان على موقع الاتحاد الدولي لكرة المضرب (الإنجليزية)
- جيفان نيدونتشيزييان على موقع كأس ديفيز (الإنجليزية)
- جيفان نيدونتشيزييان على موقع خلاصة التنس.كوم (الإنجليزية)
- جيفان نيدونتشيزييان على موقع إي إس بي إن.كوم (الإنجليزية)